# Drosophila kitagawai
Drosophila kitagawai är en tvåvingeart som beskrevs av Masanori Joseph Toda 1986. Drosophila kitagawai ingår i släktet Drosophila och familjen daggflugor.
Artens utbredningsområde är Myanmar.